# Нисутлин
Нисутлин е река в Юкон, Канада. Дълга е 241 км. Част е от речната система на река Юкон. Извира на 1500 м н.в., а устието ѝ е на 683 м н.в.